# Abridge
Abridge — стартап, разработавший одноименную платформу на базе искусственного интеллекта, которая занимается автоматизацией медицинских записей, упрощая работу врачей. В феврале 2024 года компания оценивалась в 850 млн долларов, тогда как всего за четыре месяца до этого — в 200 млн долларов.

## Описание
Используя алгоритмы искусственного интеллекта и обработку естественного языка, платформа преобразует беседы между врачом и пациентом в структурированные медицинские записи. Проект, реализованный в форме мобильного приложения, выделяет ключевые слова беседы и классифицирует распознанную информацию.
Платформа создаёт черновики записей для последующего редактирования медиками. Они могут возвращаться к записям, нажимая на определённые ключевые слова, чтобы программа воспроизводила нужные им части разговора в исходной расшифровке, а не кратком изложении. Функция называется «связанные доказательства» (Linked Evidence).
Заметки, доступные и пациентам, они интегрированы в электронное приложение медицинских карт, с которыми работают американские врачи. В Abridge заявляют, что благодаря приложению процесс создания записей автоматизируется на 91 %, а это высвобождает медикам порядка 70 часов рабочего времени в месяц.
Технология искусственного интеллекта, реализованная в Abridge, распознаёт 28 языков и клинические термины в более чем 50 областях медицины.
Инвесторы проекта рассчитывают, что освобождение врачей от бремени ведения документации значительно улучшит как качество медицинской помощи, так и отношения между врачом и пациентом. Плюс, Abridge должен предоставить возможность медицинским работникам собрать новые массивы данных, которые до настоящего времени не использовались.
В компании заявляют, что их приложением уже пользуются тысячи врачей, благодаря партнёрству Abridge с целым рядом медицинских учреждений. Как подчеркивают в СМИ, руководители больниц и врачи называют Abridge «одним из самых важных изменений» за время своей работы.

## Основатель проекта
Генеральный директор и основатель Abridge — доктор медицинских наук, кардиолог Шив Рао. В прошлом он заведовал инвестиционным портфелем Медицинского центра Питтсбургского университета, инвестировал в стартапы, а также помогал финансировать программу машинного обучения в сфере здравоохранения в Университете Карнеги-Меллона.
Компания Abridge была основана им в 2018 году.

## Финансирование проекта
На начальной стадии инвестиции в стартап составили 5 млн долларов. Инвестором был венчурный фонд Union Square Ventures (USV) из Нью-Йорка.
В октябре 2023 года компания привлекла уже 20 млн долларов от инвесторов. Тогда её оценивали в 200 млн долларов.
Через несколько месяцев, в феврале 2024 года, инвесторы вложили в стартап еще 150 млн долларов, а стоимость компании оценили в 800 млн долларов.
Осенью 2024 года СМИ сообщали, что компания близка к получению следующего раунда финансирования — 250 млн долларов. В этом случае её стоимость составила бы уже 2,5 млрд долларов.